# Anders Thomas Jensen
Anders Thomas Jensen (Frederiksværk, 6 aprile 1972) è uno sceneggiatore e regista danese.

## Biografia
La sua carriera cinematografica ha inizio nella seconda metà degli anni novanta. In qualità di sceneggiatore partecipa ai principali film danesi di quegli anni, ricevendo regolarmente nomination al Premio Robert, il maggior riconoscimento cinematografico nazionale insieme al Premio Bodil. Scrive tre film Dogma, il n. 3 (Mifune - Dogma 3), il n. 4 (Il re è vivo) e il n. 28 (Open Hearts). Quest'ultimo segna l'inizio della fortunata collaborazione con la regista Susanne Bier, che prosegue con Non desiderare la donna d'altri (Brødre) (2004), che gli vale il primo Premio Robert per la migliore sceneggiatura originale, e Dopo il matrimonio (Efter brylluppet) (2006). 
Dopo aver diretto tre cortometraggi ed essere arrivato per tre anni consecutivi, fra il 1997 e il 1999, nella cinquina dei candidati al Premio Oscar per il miglior cortometraggio, vincendo il premio alla terza occasione, con Valgaften, esordisce con successo alla regia di un lungometraggio nel 2000, con Luci intermittenti (Blinkende lygter), a cui seguono De grønne slagtere (2003) e Le mele di Adamo (Adams æbler) (2005). Quest'ultimo vince i Premi Robert per il miglior film e la migliore sceneggiatura originale e svariati premi in festival internazionali.

## Filmografia

### Regia

#### Cortometraggi
- Ernst & lyset (1996)
- Wolfgang (1997)
- Valgaften (1998)

#### Lungometraggi
- Luci intermittenti (Blinkende lygter) (2000)
- De grønne slagtere (2003)
- Le mele di Adamo (Adams æbler) (2005)
- Mænd & høns (2015)
- Riders of Justice (Retfærdighedens ryttere) (2020)

### Sceneggiatura
- Davids bog, regia di Lasse Spang Olsen (1996)
- Café Hector, regia di Lotte Svendsen (1996)
- Baby Doom, regia di Peter Gren Larsen (1998)
- Albert, regia di Jørn Faurschou (1998)
- Mifune - Dogma 3 (Mifunes sidste sang), regia di Søren Kragh-Jacobsen (1999)
- I Kina spiser de hunde, regia di Lasse Spang Olsen (1999)
- Il re è vivo (The King Is Alive), regia di Kristian Levring (2000)
- Dykkerne, regia di Åke Sandgren (2000)
- Grev Axel, regia di Søren Fauli (2001)
- Gamle mænd i nye biler, regia di Lasse Spang Olsen (2002)
- Open Hearts (Elsker dig for evigt), regia di Susanne Bier (2002)
- Wilbur Wants to Kill Himself, regia di Lone Scherfig (2002)
- Skagerrak, regia di Søren Kragh-Jacobsen (2003)
- Rembrandt, regia di Jannik Johansen (2003)
- Non desiderare la donna d'altri (Brødre), regia di Susanne Bier (2004)
- Vet hard, regia di Tim Oliehoek (2005)
- Solkongen, regia di Tomas Villum Jensen (2005)
- Mørke, regia di Jannik Johansen (2005)
- Le mele di Adamo (Adams æbler), regia di Anders Thomas Jensen (2005)
- Dopo il matrimonio (Efter brylluppet), regia di Susanne Bier (2006)
- Sprængfarlig bombe, regia di Tomas Villum Jensen (2006)
- Til døden os skiller, regia di Paprika Steen (2007)
- Hvid nat, regia di Jannik Johansen (2007)
- La duchessa (The Duchess), regia di Saul Dibb (2008)
- Den du frygter, regia di Kristian Levring (2008)
- In un mondo migliore (Hævnen), regia di Susanne Bier (2010)
- Love Is All You Need (Den skaldede frisør), regia di Susanne Bier (2012)
- The Salvation, regia di Kristian Levring (2014)
- Second Chance (En chance til), regia di Susanne Bier (2014)
- Mænd & høns, regia di Anders Thomas Jensen (2015)
- La figlia della sciamana (Skammerens datter), regia di Kenneth Kainz (2015)
- Riders of Justice (Retfærdighedens ryttere), regia di Anders Thomas Jensen (2020)
- La terra promessa (Bastarden), regia di Nikolaj Arcel (2023)